# Min Jiang (Fujian)
Der Min Jiang (chinesisch 闽江, Pinyin Mǐn Jiāng) ist der größte der über 600 Flüsse der chinesischen Provinz Fujian.

## Geografie
Der Min entspringt im Wuyi-Gebirge, das die Wasserscheide zwischen den beiden Provinzen Fujian und Jiangxi bildet. Er durchfließt die Provinz auf einer Länge von 541 Kilometern und entwässert dabei ein Territorium von 60992 km². Sein Gefälle beträgt 0,5 Promille.
Der Min speist sich aus drei großen Zuflüssen Jian Xi, Futun Xi und Sha Xi, die aufgrund der Geographie Fujians etwa 70 % des Einzugsgebietes des Min-Flusses ausmachen. Der Jian Xi hat von diesen drei Flüssen das größte Einzugsgebiet. Es liegen 91 % des Einzugsgebietes oberhalb des Ortes Jianping.
Der Min entwässert einen Großteil der Provinz Fujian und verläuft wie die meisten Flüsse der Provinz quer zu den Gebirgszügen von Nordwesten nach Südosten. Er führt jährlich 57,4 Milliarden Kubikmeter Wasser ins Meer ab, was knapp der Hälfte des gesamten Abflusses der Provinz Fujian darstellt. Somit stellt er die einzige natürliche Verbindung der Küste zum Landesinneren dar. Für große Schiffe ist er allerdings nur kurze Strecken landeinwärts befahrbar.
An der Messstelle bei Zhuqi im Kreis Minhou flossen im Jahresdurchschnitt 1750 Kubikmeter Wasser pro Sekunde ab. Der bisher größte Wert wurde 1937 mit 2670 Kubikmetern pro Sekunde, der niedrigste Wert mit 850 Kubikmetern pro Sekunde im Jahre 1971 ermittelt. Drei Viertel des Wassers fließt in den Frühlings- und Sommermonaten ab. Im Juni fließen 22,6 % der gesamten Jahresmenge durch die Messstelle, im Januar hingegen 2,8 %.

## Name
Der Min-Fluss ist auch Namensgeber für die Provinz Fujian, deren Kurzname Min (chinesisch 閩 / 闽) ist und für die vorherrschenden Min-Dialekte (Minyu 闽语) in Fujian und auf Taiwan.

## Zitat
„Bei der ersten Haupt Fuzhou fließt der Fluss Min, der seinen Ursprung an der Grenze zur Provinz Zhejiang hat, und dann an den Städten Pucheng 浦城, Yanping 延平 und Shuikou 水口 vorbeifließt. Jenseits der Städte aber wird er sehr wasserreich, schleust mit Gewalt in den Landstrich dieser Hauptstadt, und fällt endlich in die See. Er rauscht von der Stadt Pucheng bis an die Stadt Shuikou gar stark und schnell durch die Täler und Steinklippen, danach beginnt er sanft zu fließen. Und wie stark er auch strömen mag, so wird er doch von den Chinesen durch ihre angeborene Scharfsinnigkeit und wunderbare Kunstfertigkeit mit gar kleinen Schiffen befahren. Welche nicht nur ein einziges Steuer besitzen wie andere Schiffe, sondern deren zwei, nämlich eines vorne und eines hinten. Mit diesen Steuerhölzern weiß man diese Schifflein eben wie mit dem Zaum eines Pferdes zu regieren und durch die sowohl unter als über dem Wasser liegenden Klippen behend und geschwind hindurch zu leiten.“

## Nebenflüsse
- Sha-Fluss (沙溪)
- Futun Xi (富屯溪)
- Chongyang Xi (崇阳溪)
- Jian-Fluss (建溪)
- Song-Fluss (松溪)
- Nanpu-Fluss (南浦溪)
- You-Fluss (Fujian) (尤溪)
- Dazhang-Fluss (大樟溪)